# Star-Spangled Comics
Star-Spangled Comics è stato un periodico a fumetti edito dalla DC Comics per 130 numeri dal 1941 al 1952 quando venne sostituita dalla serie Star Spangled War Stories.

## Storia editoriale
Star Spangled Comics cominciò come un fumetto di supereroi: i primi protagonisti furono Star-Spangled Kid e Stripesy, affiancati poi da storie della Newsboy Legion di Simon e Kirby. Dal numero 65, la testata presentò una serie di storie individuali di Robin, con occasionali camei di Batman. Nel nº 69 (giugno 1947) fu introdotto Tomahawk, un fumetto western, mentre nel nº 81 (giugno 1948) fu introdotto il personaggio di Merry Pemberton. Nei primi anni cinquanta, il fumetto fu dominato da storie horror, e verso la fine della pubblicazione cambiò fino a presentare avventure di guerra; a quel punto fu rinnovato per diventare Star Spangled War Stories. Nel 1999, il nome Star-Spagled Comics fu usato come titolo di una delle puntate della storia Il ritorno della JSA.